# Цаатанська мова
Цаата́нська мо́ва (духанська, туханська, самоназва дyъha тыл, Duha tıl) — мова цаатанів (інакше духанів, духаларів), невеличкого тюркського народу на півночі Монголії. Поширення мови обмежується прикордонним з Росією сомоном Цаган-Нур, що на півночі в аймаку Хувсгел (раніше Хубсугульський).
Носії цаатанської мови в Монголії згадуються під декількома різними назвами: цаатан, урянхай, тагна-урянхай, тайгійн іргед, ойн іргед, сойод. Вони є дуже цікавими з антропологічної й лінгвістичної точок зору. Це єдині оленярі в Монголії, у монгольському оточенні цей народ зберіг не лише рідну тюркську мову, а й багато давніх рис традиційної культури.

## Класифікація
Разом із тувинською, тофаларською, кьок-мончацькою, сойотською мовами належить до саянської групи тюркських мов. За класифікацією, розробленою Жуковською, Орєшкіною і Рассадіним (2002), саянська група поділяється на тайгову й степову підгрупи. Інші мови цієї підгрупи: тофаларська, сойотська, тоджинський і терехольський діалекти тувинської мови. Вони мають спільні специфічні фонетичні, морфологічні та лексичні особливості, пов’язані спільним походженням цих народів, а також спільним традиційним господарським комплексом оленярів, мисливців і збирачів гірської тайги. Усі ці мови і діалекти містять багату термінологію, пов’язану з тайгою і оленярством.
Як правило, цаатанську мову прийнято вважати за один із діалектів тувинської мови. З іншого боку, всередині самої цаатанської мови іноді виділяють 2 діалекти — власне цаатанський (Tsaatan) та уйгуро-урянхайський (Uighur-Uryankhay). Проте такі спроби класифікації мови ґрунтуються переважно на етнографічних та антропологічних дослідженнях, які проводились монгольськими вченими. Її перше систематичне дослідження було зроблене лише в поточному сторіччі німецьким лінгвістом Елізабетою Раґаґнін з Університету в Майнці. Праці цієї німкені базуються виключно на матеріалах п'яти власних польових досліджень, проведених в період з 1999 по 2008 роки. Авторка вивчила цаатанську мову і використовувала її в повсякденному спілкуванні з місцевою громадою. Всі матеріали були зібрані безпосередньо від носіїв мови у різних районах розселення народу: у Східній та Західній Тайзі, а також у долинах річок Хоґрок і Хармай. Дослідження Раґаґнін містить перший систематичний аналіз звукової системи і морфології цаатанської мови, в ньому наводиться й перелік цаатанських фонем. Деякі питання граматики та синтаксису, яким авторка також приділила увагу, є достатньою основою для подальших досліджень.]
Ще менше відомо про хубсугульсько-урянхайську мову, іншу саянсько-тюркську мову, носії якої також живуть в аймаці Хувсгел, але на схід від озера Хубсугул. Деяку інформацію про неї знаходимо у тої ж таки Елізабети Раґаґнін. На підставі власних польових досліджень авторка приходить до висновку, що незважаючи на близьке географічне розташування, цаатанська і хубсугульсько-урянхайська — це дві дуже різні мови. Перша відповідає ознакам тайгової підгрупи саянських мов, тоді як друга — ознакам степової підгрупи. Більше того, цаатанську мову (духа) вона вважає тайговим діалектом тувинської мови, а  хубсугульсько-урянхайську (туха) — степовим діалектом тофаларської.
Л. Бат-Очир Болд з Монгольської Академії наук вважає, що цаатанська мова має потужні лінгвістичні зв’язки з давньоуйгурською мовою.
Існує пропозиція дати цаатанській мові код dkh за стандартом ISO 639-3.

## Характеристики
Основу лексики цаатанської мови цаатанської мови становлять тюркські слова. Більшість запозичень походить із давньомонгольської мови, помітний шар становлять також нові запозичення із сучасної халха-монгольської мови. У той же час, на відміну від споріднених мов, цаатанська має дуже мало російських елементів; такі слова стосуються переважно побутових предметів і деяких абстрактних понять. Практично відсутнім є також вплив з боку літературної тувинської мови.
Наявність великої кількості монгольських запозичень робить цаатанську мову незрозумілою для носіїв інших тувинських діалектів.

## Чисельність носіїв
Сучасна чисельність цаатанів, за даними перепису населення 2010 року, становить 282 особи і вона постійно зменшується. Проте тут слід враховувати особливості сприйняття в Монголії етноніму «цаатани». Монгольською він означає буквально «оленярі». Відповідно цаатанами себе вважає лише та частина народу, яка продовжує займатись оленярством. Люди ж, які покинули тайгу з її традиційним способом життя, зголошуються дархатами або урянхайцями. Тому ближче до істини стоїть Е. Раґаґнін, яка оцінює загальну чисельність носіїв цаатанської мови приблизно в 500 осіб.

## Регіон поширення
Цаатанська мова поширена в північномонгольському аймаці Хувсгел, на захід від озера Хубсугул. Майже всі її носії живуть у межах сомону Цаган-Нур. Цаатани проживають переважно у декількох різних областях:]
- у гірській тайзі, традиційному регіоні розселення народу, що поділяється Східну Тайгу на півночі і Західну Тайгу на півдні;
- у долинах річок Гоґрок на півночі і Гармай на півдні;
- у селищі Гурвансайхан, адміністративному районі сомону Цаган-Нур.

## Під загрозою зникнення
Усі цаатани володіють монгольською мовою, яка активно витісняє цаатанську.
Цаатанська мова перебуває під загрозою зникнення. Використовується вона лише на побутовому рівні всередині етнічної громади. Молодь, що вчилась у монгольських школах, рідної мови вже майже не знає. 1999 року цаатанську мову (Tsaatan), як діалект тувинської, було занесено до Червоної книги ЮНЕСКО мов, що зникають (англ. UNESCO Red Book of Endangered Languages) зі статусом зникаючої (вимираючої, англ. seriously endangered). Тепер цей проект називається Атлас мов світу, що перебувають у небезпеці (англ. UNESCO Atlas of the World’s Languages in Danger), а цаатанська мова (Dukha) має в ньому статус мови, якій загрожує серйозна небезпека (англ. severely endangered). Такий статус означає, що рідною мовою розмовляє тільки старше покоління, батьки її розуміють, але не спілкуються нею з дітьми та між собою.
Процес монголізації цаатанів розпочався багато років тому, в епоху комунізму, і зупинити його зараз вже неможливо. Проте, статус цаатанів, як «єдиних оленярів у Монголії», дає певну надію на позитивні тенденції в справі захисту їхньої мови.
2005 року уряд Монголії, враховуючи побажання цаатанської громади, прийняв програму розвитку тувинської мови. Цією програмою передбачалося, зокрема, забезпечення навчання школярів-цаатанів у середній школі сомону Цагааннуур тувинською мовою. Проте станом на 2009 рік програма лишалася нереалізованою. Підручники не були перекладені тувинською, тувинська мова в школі викладалася лише факультативно.
Власної писемності цаатанська мова не має. Існують лише записи окремих цаатанських текстів монгольською писемністю, зроблені монгольськими спеціалістами з використанням кирилиці.
Літературною мовою для цаатанів є монгольська (халха-монгольська) і, певною мірою, літературна тувинська мова.